# Aulacocyclus hangayi
Aulacocyclus hangayi là một loài bọ cánh cứng trong họ Passalidae. Loài này được Doesburg miêu tả khoa học năm 1992.